# Pachythrix mniochlora
Pachythrix mniochlora là một loài bướm đêm trong họ Noctuidae.